# Оріхуватка
Оріхува́тка — село Миколаївської міської громади Краматорського району Донецької області, Україна. Населення становить 172 осіб.

## Населення

### Мова
Розподіл населення за рідною мовою за даними перепису 2001 року:
| Мова            | Кількість | Відсоток |
| --------------- | --------- | -------- |
| українська      | 151       | 87.79%   |
| російська       | 18        | 10.47%   |
| грецька         | 1         | 0.58%    |
| інші/не вказали | 2         | 1.16%    |
| Усього          | 172       | 100%     |

## Географія
Село знаходиться між двома урочищами: Горіхове та Тупиченка.
В Оріхуватці зі ставка розпочинається річка Сорищі (права притока Казенного Торця).
На північному-сході від села розміщений канал Сіверський Донець-Донбас.